# 本庄国房
本庄 国房（ほんじょう くにふさ、生没年不詳）は、鎌倉時代後期の武蔵国児玉郡本庄（現在の埼玉県本庄市）の武将。児玉党系本庄氏（時家系本庄氏）の4代目で、児玉党の本宗家と考えられる（仮定として、宗家を継いでいたとすれば、児玉党本宗家11代目）。通称は左衛門太郎。系図には、父は本庄太左衛門泰房とある。
本庄左衛門太郎国房（文献によっては太郎国房）は、系図上では、児玉党の本宗家（嫡流）である庄氏から初めて本庄氏を名乗ったと考えられる本庄四郎左衛門尉時家の曾孫とされる。生まれは、北堀地内の本田館か。後述の五十子の所領問題からして、13世紀中頃から末の生まれと考えられる。

## 地頭職の喪失と五十子の所領問題
14世紀初めの正和3年（1314年）7月23日に、由利頼久（通称八郎）との間に本庄内の生子（いらこ）屋敷と立野林の畠地について争いが生じ、鎌倉幕府の裁定により、頼久の知行が認められたとされる（根津美術館所蔵の古文書より）。しかし、時家の末裔と称される本庄宮内少輔信明の所領中には五十子（いらこ）があり、国房以降、何らか（武力と言った実力行使を含め）のきっかけで本庄氏が治めたものと見られる（五十子の戦い以降も本庄氏が自分の領地としている）。
根津美術館所蔵の文書の内容によると、これ以前にも、正応4年（1291年）10月2日に頼久と問題になり、先月26日に示談が成立したが、国房の方になお問題があり、曾祖父である時家より代々相伝してきた筑前国小中庄の地頭職を頼久に与える事となったとあり、4代かけて地頭として治めてきた九州の所領（地頭職）を本庄氏が失ったとされる（資料的には、時家がどの様な功績から小中庄の地頭職を与えられたのかは不明）。
こうした事からも、国房と頼久がたびたび言い争いをしていた事がうかがえ、また、この古文書の存在からも、庄氏が13世紀頃に本庄氏を称していた事は確定的な事である。また、古文書の内容が事実であるのなら、地理的に考えて、糟屋郡小中庄（現篠栗町）にいた時家系本庄氏（の2代目か3代目か）は元寇を経験した可能性も生じてくる。しかし、そうした伝承は今のところ確認できない。

## 系図の混乱問題
14世紀中頃に入ると、南北朝時代をむかえ、児玉党や丹党などの武蔵武士団は南朝に属して戦った（そして弱体化、あるいは没落した）。同時代、庄氏ゆかりの宥荘寺が延元2年（1337年）の薊山合戦により焼失した（後世になり、宥勝寺として再建される）。この事もあって、本庄氏の系図については信憑性が曖昧であり、後世に創られた系図が複数ある事もあって混乱を招いている。時家系本庄氏は国房以降、謎が多い。
複数ある系図の一つを紹介すると（信頼性は低いが）、国房の子（時家系本庄氏5代目）は、泰家（左衛門四郎）、その子（6代目）は弘長、その子（7代目）は行俊（三郎五郎）、その子（8代目）は行秀（民部太夫）としている。通し字の観点から、5代目の泰家と6代目の弘長は特に不審である（泰家を国房の子ではなく、弟と考えるなら別である）。別の場所へ移住したり、養子を入れた結果、通し字が変わったと考える事もできるが、特にそうした記述は（系図には）ない。遵って、系図の空白を埋める為に記したとも捉えられる。

## 薊山合戦
古文献（『薊山 櫻雲記』）の記録によると、安保原合戦と同時期に起こった為、薊山安保原合戦とも言う。現在の児玉町入浅見周域で生じた合戦と見られ、延元2年（1337年）9月頃とされる（時期については『元弘日記』裏書より）。『元弘日記』に、官軍皆有利とある。古書には、奥州の官軍武州薊山合戦の事とある。山とは、浅見の南の生野山から北の富田（現本庄市）の向山を指したものと見られる。この合戦により、児玉氏の菩提寺である西光寺と庄氏の菩提寺である宥荘寺が焼失したと伝えられ、本庄台地も戦乱となった事が分かる（西光寺は児玉町下浅見、宥荘寺は本庄市栗崎）。結果として、初期の本庄氏の系図にも混乱が生じたと見られる。南北朝時代、児玉党の本宗家は本庄氏であり、当然の事ながら、時家の曾孫である国房（時家系の4代目）以降の本庄氏が参戦したものと見られる。国房が五十子の所領争いを起こしてから23年後の事であるから国房自身が参戦していた可能性もある。

### 薊山合戦の諸々の伝承
- 薊山合戦（あざみやまかっせん）の別称は、この他、薊山の戦い、大久保山の戦いなどがある（大久保山は本庄での浅見山の呼称）。
- この合戦で、本庄氏（庄氏）・児玉氏は共に菩提寺を無くした為、その後、児玉党の一族がどう弔われたのかは不明である。15世紀末になると、本庄行重・信明の兄弟が、安養院を建てる。
- 薊山合戦の時、北畠顕家は、現在の本庄市四方田五ノ宮金鑚神社で戦勝祈願を行なったと伝えられる。金鑚神社は児玉党武士の信仰が厚く、後世でも多くの武将達の信仰を集めている。
- 伝承によれば、延元元年（1336年）12月に薊山合戦で真下春行が討ち死にしたとあり（真下氏は児玉党の氏族で、弓矢の名家として知られる）、元弘日記等の文献の記述より1年早く開戦していたと伝えている。これを誤伝・誤記と考えた場合、薊山合戦が延元2年の9月から12月までの3、4ヶ月間続いたと考察できる。[1]
- 『徳川時代之武蔵本庄』（諸井六郎著）によれば、西光寺が足利兵の手にかかった際、寺の巨鐘は池中に没したと伝えられている。なお、この鐘が後世になって回収された（あるいは再利用された）とする伝承や記述はなく、未だ現在、考古学的な発掘調査においても出土していない為、行方知らずである。
- 宥勝寺の伝えでは、16世紀中頃の天文6年（1537年）に、上杉氏と北条氏が浅見山合戦を起こしたとされる。この際にも宥勝寺は戦火に巻き込まれたと伝えられている。